# 金思燁
金思燁（キム・サヨプ、1912年 - 1992年）は、韓国慶尚北道出身の文学者・作家。

## 経歴
京城帝国大学朝鮮語文学科卒業。ソウル大学校教授、慶北大学校教授、大阪外国語大学朝鮮語科客員教授、東国大学校教授・同日本学研究所長。

## 著書
- 『朝鮮のこころ 民族の詩と真実』講談社現代新書 1972
- 『朝鮮文学史』金沢文庫 1973
- 『古代朝鮮語と日本語』講談社 1974　六興出版 1981（増補改訂版）　明石書店 1998（増補改訂版の復刻版）
- 『朝鮮の風土と文化』六興出版 1974
- 『トンカラ・リンと狗奴国の謎』六興出版 1977
- 『韓国・詩とエッセーの旅』六興出版 1978　『韓国・歴史と詩の旅』明石書店 2000
- 『記紀万葉の朝鮮語』六興出版 1979　明石書店 1998
- 『朝鮮のこころ 民族の詩と真実』東洋書院 1984

### 翻訳
- 『朝鮮文学史』趙演鉉共著 北望社 1971
- 芮庸海『韓国の人間国宝』ぺりかん社 1976
- 一然『三国遺事 完訳』朝日新聞社 1976　六興出版 1980 明石書店 1997
- 李丙燾『韓国古代史』六興出版 1979
- 金富軾『三国史記 完訳』六興出版 1980－81 明石書店 1997
- 『韓譯萬葉集 古代日本歌集』成甲書房 1984